# Synema globosum
Synema globosum es una especie de araña del género Synema, familia Thomisidae.

## Distribución
Esta especie se encuentra en Europa, Turquía, Cáucaso, Rusia (de Europa al Lejano Oriente), Israel, Irán, Asia Central, China, Corea y Japón.

## Taxonomía
Fue descrita por Fabricius en 1775.
Tratamiento taxonómico
La especie aparece registrada y publicada en Systema entomologiae, sistens insectorum classes, ordines, genera, species, adiectis, synonymis, locis descriptionibus observationibus. Libraria Kortii, Flensbvrgi et Lipsiae [= Kortensche Buchhandlung, Flensburg & Leipzig] 832 pp. (Araneae, pp. 431–441).